# 莫赫加奥恩
莫赫加奥恩（Mohgaon），是印度中央邦Chhindwara县的一个城镇。总人口9890（2001年）。

## 人口
该地2001年总人口9890人，其中男性5115人，女性4775人；0—6岁人口1426人，其中男755人，女671人；识字率62.22%，其中男性为69.42%，女性为54.51%。